# Varanus prasinus
Varanus prasinus là một loài thằn lằn trong họ Varanidae. Loài này được Schlegel mô tả khoa học đầu tiên năm 1839.

## Hình ảnh

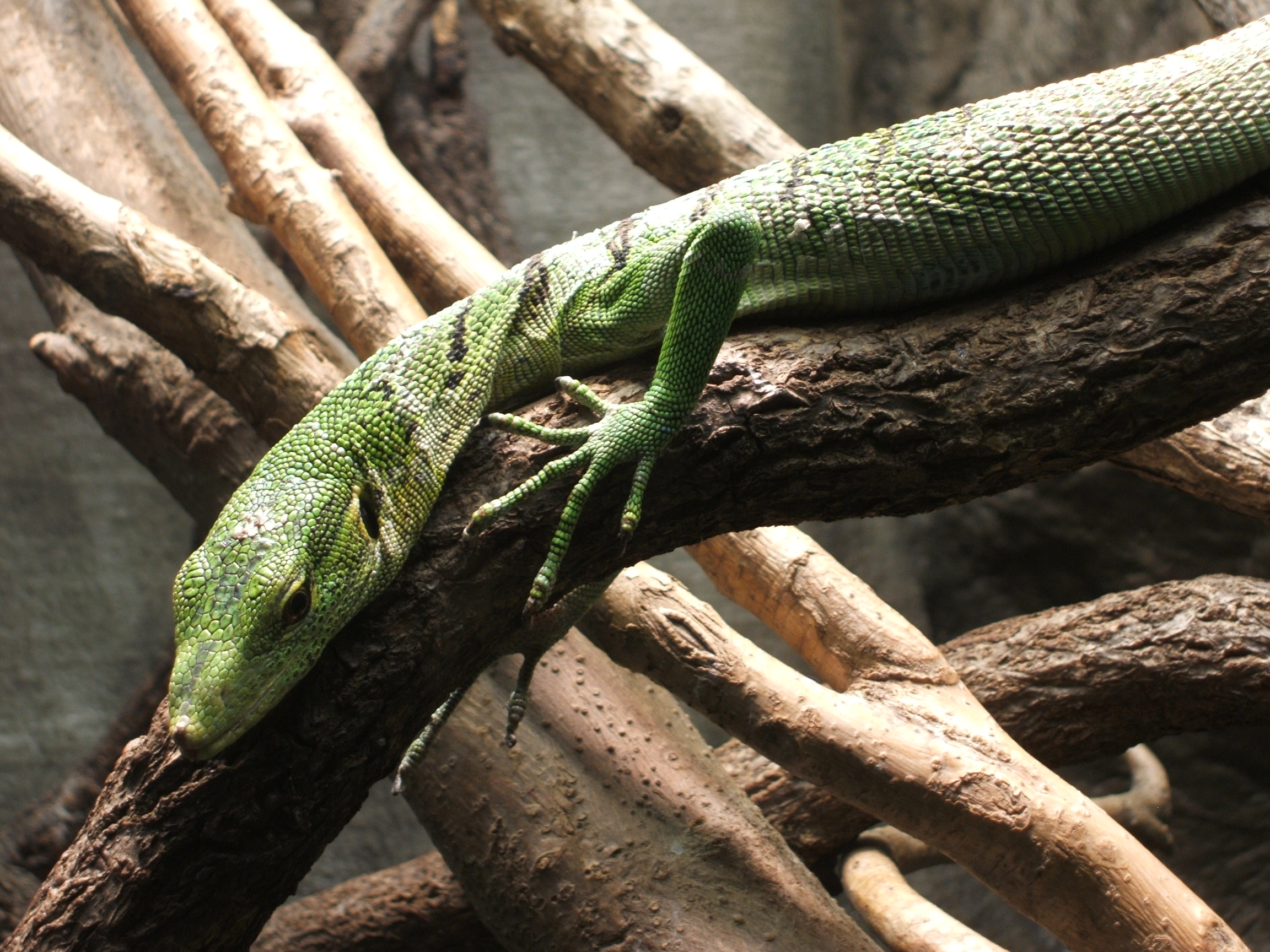
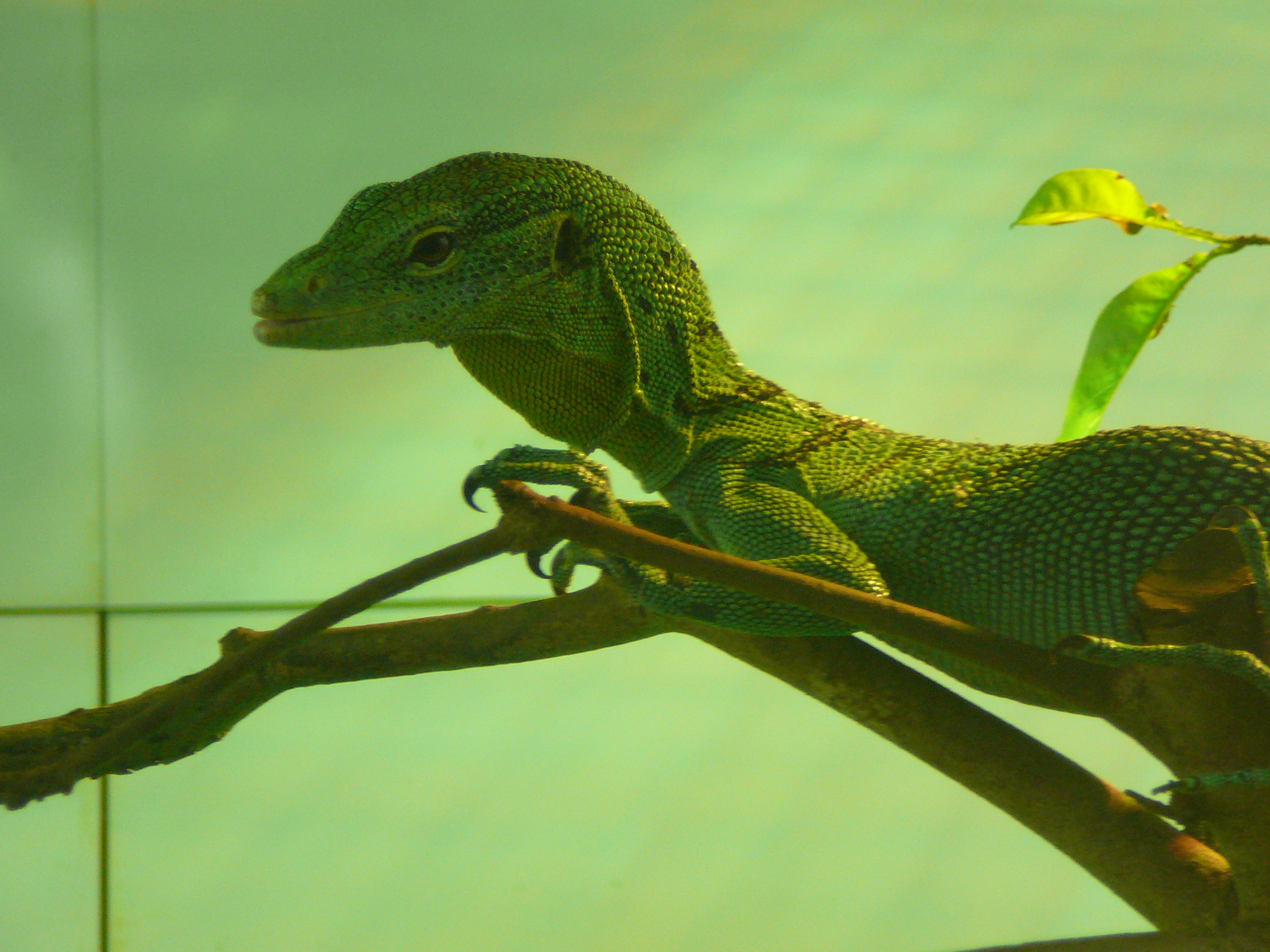
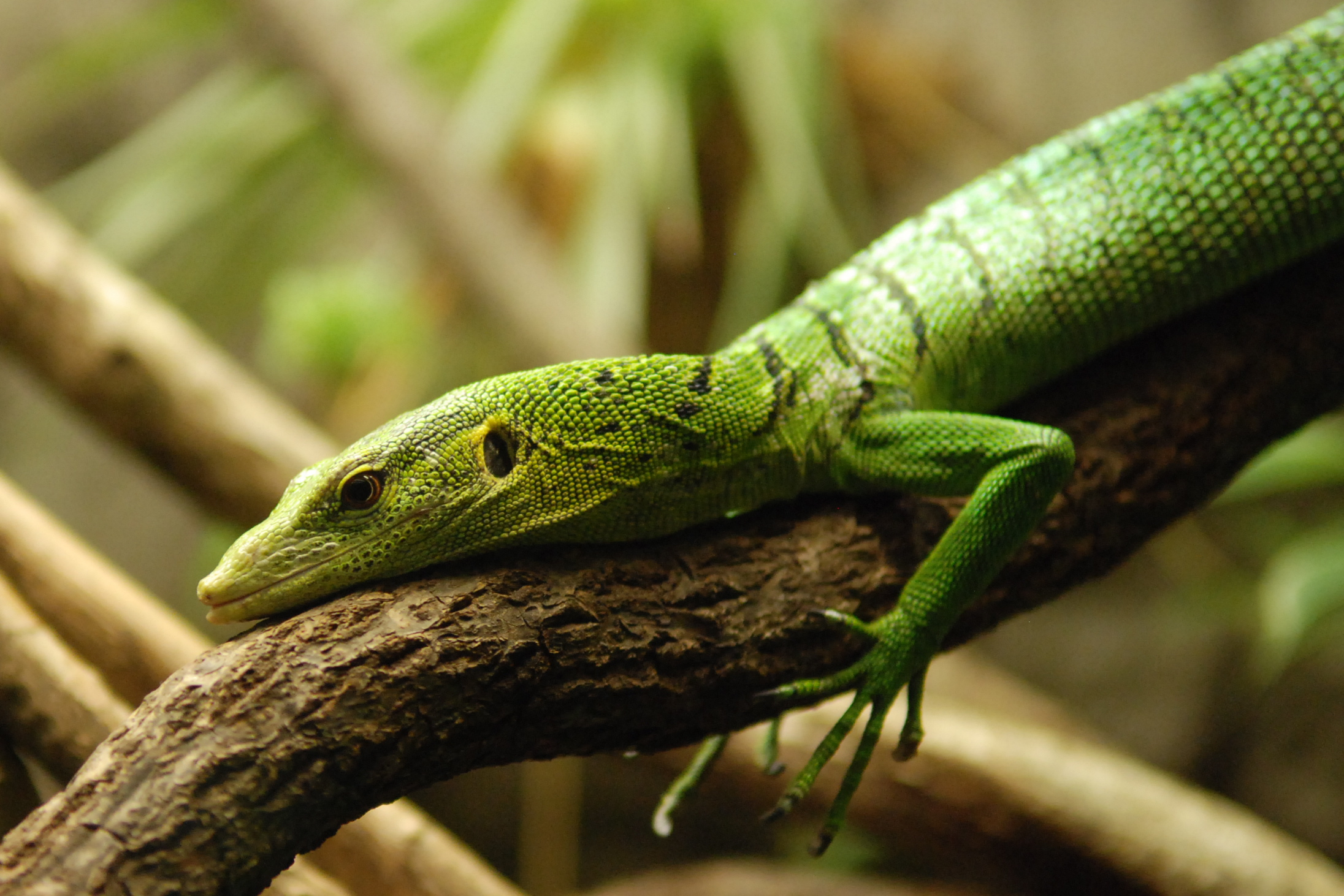